# Alan Smith (futebolista nascido em 1962)
Alan Martin Smith (Bromsgrove, 21 de novembro de 1962) é um ex-futebolista britânico que atuava como atacante.

## Carreira em clubes
Iniciou sua carreira em 1981, no Alvechurch. No ano seguinte, assinou seu primeiro contrato profissional com o Leicester City, onde formou dupla com Gary Lineker, ajudando no acesso à primeira divisão com 13 gols. Contratado pelo Arsenal em março de 1987, permaneceu nos Foxes até o final da temporada, disputando 217 jogos (39 pela segunda divisão, 161 na primeira divisão, 8 pela Copa da Inglaterra e 9 pela Copa da Liga Inglesa), e fazendo 84 gols.
Seus primeiros gols como jogador dos Gunners foram em agosto do mesmo ano, com um hat-trick contra o Portsmouth (o jogo terminou 6 a 0 para o Arsenal). Até 1995, foram 347 jogos e 115 gols com a camisa do Arsenal, conquistando 7 títulos. Ele chegou a receber propostas de outros clubes após deixar o clube, mas optou em se aposentar aos 32 anos. Na lista dos 50 maiores jogadores da história do Arsenal, figurou na 27ª posição.
Em toda sua carreira, Smith levou apenas um cartão amarelo.

## Carreira internacional
Estreou pela Seleção Inglesa em novembro de 1988, num amistoso contra a Arábia Saudita, substituindo Peter Beardsley. Disputou ainda 2 partidas pelas eliminatórias da Copa de 1990, mas não foi convocado.
Fez parte do elenco que jogou a Eurocopa de 1992, tendo jogado as partidas contra Dinamarca e Suécia. Este foi também o jogo que selou a despedida de Smith do English Team, pelo qual balançou as redes 2 vezes.

## Pós-aposentadoria
Depois de encerrar a carreira, Smith virou comentarista da Sky Sports. Em 2011, a EA Sports anunciou que o ex-atacante seria o comentarista na versão inglesa do FIFA 12, emprestando sua voz na série de jogos desde então.

## Títulos
Arsenal
- Football League First Division: 1988–89, 1990–91
- Copa da Inglaterra: 1992–93
- Copa da Liga Inglesa: 1992–93
- Supercopa da Inglaterra: 1991
- Taça dos Clubes Vencedores de Taças: 1993–94

### Individuais
- Time do ano da Professional Footballers' Association: 1988–89[8]
- Artilheiro da Football League First Division: 1988–89, 1990–91